# Les Bas-fonds de Mexico

Les Bas-fonds de Mexico (Salón México) est un film mexicain réalisé par Emilio Fernández et sorti en 1949.

## Synopsis
Mercedes, une entraîneuse du cabaret Salón México, amasse chaque semaine la somme d'argent nécessaire pour payer les coûteuses études de sa jeune sœur Beatriz, pensionnaire dans une institution huppée. Elle espère ainsi lui offrir un avenir plus radieux que le sien. Personne ne connaît la double vie épuisante de Mercedes, à l'exception d'un agent de police qui tente de lui venir en aide.

## Fiche technique
- Titre : Les Bas-fonds de Mexico
- Titre original : Salón México
- Réalisation : Emilio Fernández
- Scénario : Emilio Fernández et Mauricio Magdaleno
- Musique : Antonio Díaz Conde
- Direction de la photographie : Gabriel Figueroa
- Montage : Gloria Schoemann
- Pays d'origine : Mexique
- Langue de tournage : Espagnol
- Production : Salvador Elizondo et Fernando Marcos
- Société de production : Clasa Films Mundiales
- Format : Noir et blanc — Format académique — 35 mm
- Genre : Drame - Film noir
- Durée : 91 minutes (1 h 31)
- Dates de sortie : 
  - Mexique : 25 février 1949
  - France : 20 juin 1952

## Distribution
- Marga López : Mercedes Gómez
- Miguel Inclán : Lupe López
- Rodolfo Acosta : Paco
- Silvia Derbez (es) : Beatriz Gómez, la soeur de Mercedes
- Mimí Derba (es) : la directrice de l'internat
- Roberto Cañedo (es) : Roberto, le fils de la directrice